# Louie Dampier
Louis "Louie" Dampier (ur. 20 listopada 1944 w Indianapolis) – amerykański koszykarz, występujący na pozycji rozgrywającego, mistrz ABA (1975). Uczestnik spotkań gwiazd ABA, kilkukrotnie wybierany do składów najlepszych zawodników tej ligi. Zaliczony do składu najlepszych zawodników w historii ligi ABA.

## Osiągnięcia

### NCAA
- Zaliczony do I składu turnieju NCAA (1966)[5]

### ABA
- Mistrz ABA (1975)
- 2-krotny Wicemistrz ABA (1971, 1973)
- 7-krotny uczestnik meczu gwiazd ABA (1968–1970, 1972–1975)[6]
- Zaliczony do:
  - I składu debiutantów ABA (1968)
  - II składu ABA (1968–70, 1974)
  - składu najlepszych zawodników w historii ligi ABA (ABA's All-Time Team - 1997)
- Lider:
  - sezonu regularnego w skuteczności rzutów za 3 punkty (1974)
  - play-off w:
    - średniej asyst (1971, 1972)[7]
    - liczbie celnych rzutów za 3 punkty (1969, 1970)[8]
    - skuteczności rzutów za 3 punkty (1968, 1972, 1973, 1974, 1976)[9]

#### Rekordy ABA
- Lider wszech czasów ABA w:
  - liczbie:
    - zdobytych punktów (13726)[10]
    - uzyskanych asystach (4044)[11]

  - rozegranych spotkań (728)[12]
- Rekordzista ABA w liczbie asyst:
  - (617) uzyskanych w fazie play-off[13]
  - (179) uzyskanych w trakcie pojedynczego sezonu (1970/71), w fazie play-off[14]

### Inne
- Wybrany do Koszykarskiej Galerii Sław im. Jamesa Naismitha (2015)[15]